# Hazina
Hazina (arab. حزينة) – wieś w Syrii, w muhafazie Aleppo, w dystrykcie Ajn al-Arab. W 2004 roku liczyła 1103 mieszkańców.